# Shizuoka

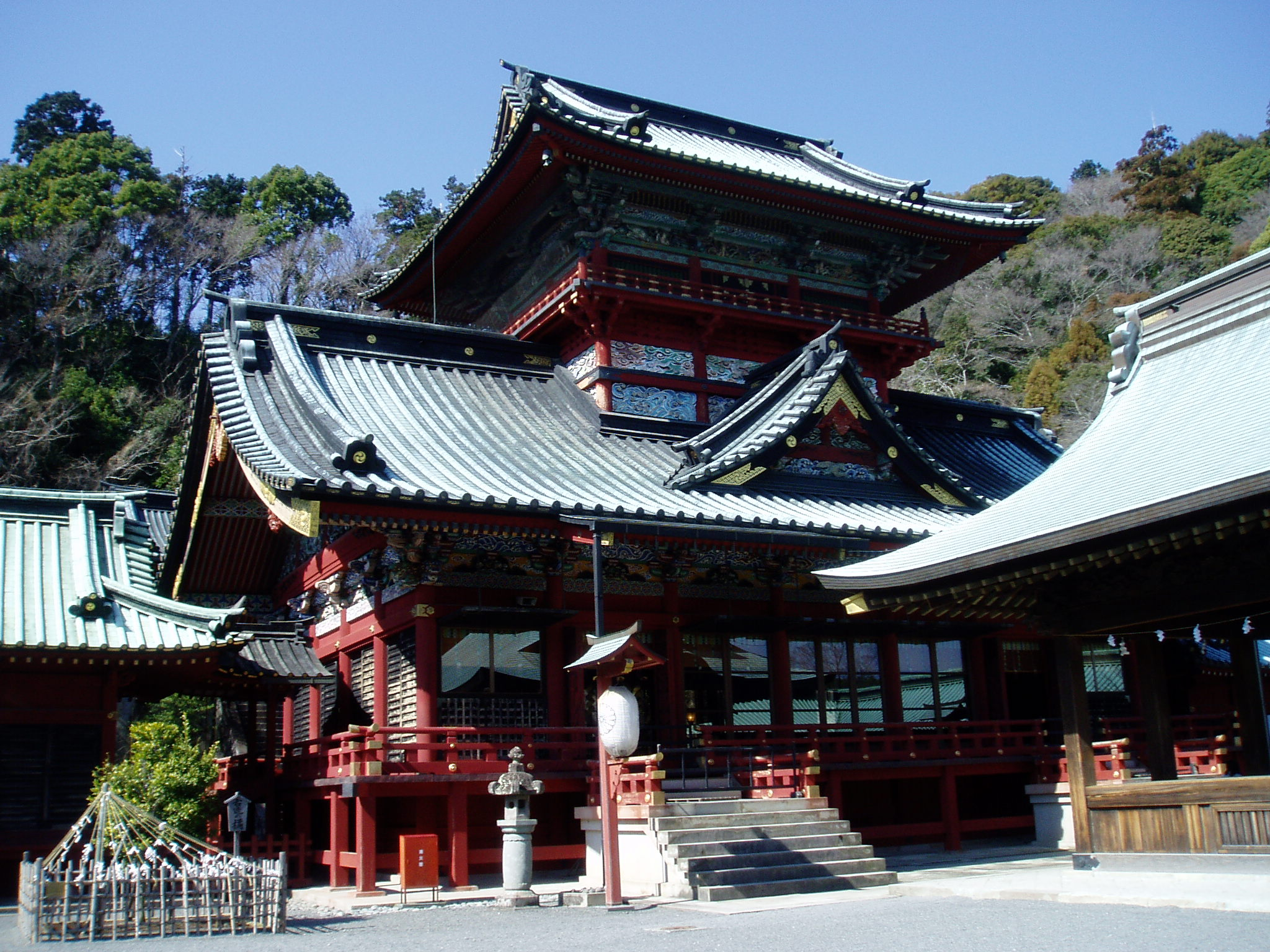
Temple a Shizuoka

Shizuoka (静岡市 -shi) és la ciutat capital de la Prefectura de Shizuoka al Japó. És una ciutat designada per decret governamental.
L'agost de 2005 la ciutat tenia una població estimada de 710.004 habitants i l'àrea total de la ciutat és 1.373,85 km². La ciutat comprèn tres barris: Aoi-ku, Suruga-ku i Shimizu-ku.
Durant el període Edo, al ciutat fou ocupada per Tokugawa Ieyasu, i posteriorment per un feude de Tokugawa Tadanaga i posteriorment fou administrada directament pel shogunat. La ciutat pròpiament dita fou fundada l'1 d'abril de 1889. El 2003 es va fusionar amb la ciutat de Shimizu (actual barri de Shimizu-ku) per a posteriorment obtenir el decret governamental el 2005.

## Personatges il·lustres
- Riyo Mori.